# Chouchou
Chouchou és una pel·lícula francesa de comèdia dirigida per Merzak Allouache, estrenada el 2003. Va suposar un total de 4 milions d'entrades als cinemes.

## Argument
Choukri "Chouchou" (Gad Elmaleh), un algerià d'ulls clars, arriba clandestinament a París, per trobar el seu nebot. Vestit amb un ponxo, afirma ser un refugiat a Xile i intenta buscar refugi oferint els seus serveis: neteja, planxa, cuina. Està orientat cap a l'església on l'acull el pare Léon (Claude Brasseur), un sacerdot catòlic. L'ajuda el germà Jean "Coco" (Roschdy Zem), un antic delinqüent toxicòman que té visions. El pare Léon fa contractar a Chouchou com a personal de mà per Nicole Milovavovich (Catherine Frot), psicoterapeuta l'oficina de la qual és a prop. Ella identifica molt ràpidament la seva personalitat com a Chouchou, aprecia pel seu bon humor i li va permet travestir-se per treballar. Chouchou troba, a través del seu amic travesti i el seu nebot, una feina com a cambrer en un cabaret travesti a Clichy on coneix l'Stanislas (Alain Chabat). A més de l'amor que sent per aquest home, experimentarà l'amistat i el suport del pare Léon, el germà Jean i la doctora Milovavovich com a resposta a l'hostilitat maliciosa d'un inspector neuròtic.

## Repartiment
- Gad Elmaleh: Choukri conegut com "Chouchou", travesti magrebí
- Alain Chabat: Stanislas de la Tour-Maubourg, l'home que estimarà Chouchou
- Claude Brasseur: Pare Léon, sacerdot que acull a Chouchou
- Julien Courbey: Ikéa, un músic amb trastorn mental
- Catherine Frot: la doctora Nicole Milovavovich, la psicoterapeuta que dona feina a Chouchou
- Micheline Presle: mare de Stanislas
- Jacques Sereys: pare de Stanislas
- Roschdy Zem: Germà Jean, un jove sacerdot deixeble de Léon el pecat del qual és menjar massa xocolata, ex-drogodependent anomenat Coco que veu la Verge Maria en aparició.
- Arié Elmaleh: Hamid conegut com a Vanessa, nebot de Chouchou i ballarina travesti
- Yacine Mesbah: Djamila, una amiga travesti magrebí de Chouchou
- Jean-Paul Comart: comissari Molino, a qui Grégoire odia
- Stéphane Boucher: inspector Grégoire, policia psicòpata que persegueix Chouchou
- Michaël Youn: el travesti brasiler
- Aytl Jensen: travesti de discoteca
- Anne Marivin: la venedora del supermercat amb un vestit beix
- Michel Such: el pacient amb el coll
- Catherine Hosmalin: Madame Armand
- Olivia Dessolin: l'aparició

## Producció
La pel·lícula es va rodar a París i Vigneux-sur-Seine a Essonne. Va vendre un total de 3.876.572 entrades, el que suposa uns ingressos de 22.276.396 €.

## Comentaris
- La pel·lícula se centra al voltant d'un personatge que Gad Elmaleh va interpretar al seu programa La Vie normale. Així va donar la idea a altres humoristes de portar personatges clau a la gran pantalla: Brice de Nice (2005) de Jean Dujardin, Cyprien (2009) d'Élie Semoun. Gad Elmaleh renova l'experiència el 2009 amb Coco.[2][3]
- Durant l'escena on Chouchou i el germà Jean surten del supermercat, un dels joves que veu en Chouchou vestit amb un ponxo l'anomena "Clint Eastwood". Es tracta d'una referència als spaghetti westerns de Sergio Leone en què l'actor estatunidenc en porta un.
- A l'escena de l'esmorzar, el germà Jean respon al pare Léon que tenen |4 casaments i un funeral a l'agenda del dia. Aquesta és una referència a la pel·lícula Quatre bodes i un funeral de Mike Newell del 1994.

## Nominacions i premis
Va participar com a part de la secció oficial a la XXIV edició de la Mostra de València, on va guanyar la Palmera de Bronze, el premi Pierre Kast al millor guió i una menció especial al millor actor (Gad Elmaleh) A la 29a cerimònia dels Premis César Gad Elmaleh fou nominat al César al millor actor.